# Tear the Signs Down
Tear the Signs Down è il terzo album in studio del gruppo rock gallese The Automatic, pubblicato nel 2010.

## Tracce
1. Insides – 4:11
2. Interstate – 3:35
3. Cannot Be Saved – 2:51
4. List – 3:36
5. Run & Hide – 3:24
6. Sweat Heat Noise – 3:17
7. High Time – 4:39
8. Race to the Heart of the Sun – 3:33
9. Can I Take You Home – 3:05
10. Something Else – 1:38
11. Tear It Down – 3:17

## Formazione

### Gruppo
- Robin Hawkins - voce, basso, sintetizzatore
- James Frost - chitarra, voce, basso, sintetizzatore
- Paul Mullen - chitarra, voce, sintetizzatore
- Iwan Griffiths - batteria

### Collaboratori
- Nathan Stone - violoncello
- Carly Worsfold - violino